# Michael Parks
Pour les articles homonymes, voir Parks.
Michael Parks, crédité sous son nom complet Harry Samuel Parks au début de sa carrière, est un acteur, réalisateur et chanteur américain, né le 24 avril 1940 à Corona (Californie) et mort le 9 mai 2017 à Los Angeles.

## Biographie

### Jeunesse, formation & débuts
Harry Samuel Parks naît le 24 avril 1940 à Corona, en Californie, aux (États-Unis).
Son père était chauffeur de poids-lourd.
Michael Parks se marie à l'âge de 15 ans.

### Famille
Il est le père de l'acteur James Parks avec lequel il apparaît dans Kill Bill : Volume 1 et Boulevard de la mort de Quentin Tarantino, ainsi que dans Red State de Kevin Smith.

### Carrière
Après des petits rôles dans des séries télévisées, Michael Parks se fait connaître en 1966 par son rôle d'Adam dans le film La Bible de John Huston, puis grâce à celui de Jim Bronson dans la série Then Came Bronson, de 1969 à 1970. Il chante lui-même le générique de la série, Long Lonesome Highway, qui se classe 20e au Billboard Hot 100 et 41e au classement Hot Country Songs.
Il enregistre alors plusieurs albums pour MGM Records (filiale de la MGM qui produit la série) dont Closing The Gap (1969), Long Lonesome Highway (1970) et Blue. Il continue d'apparaître ensuite dans des séries comme Sam Benedict, Eleventh Hour, ...
En 1986, il incarne Philip Colby dans la saison 2 du spin-off de Dynasty : Dynastie 2 : Les Colby.
Toujours en 1986, il réalise The Return of Josey Wales, la suite de Josey Wales hors-la-loi de Clint Eastwood.
En 1990, il joue Jean Renault dans la série Twin Peaks.
En 1994, il incarne l'irlandais Tommy O'Shea dans Le Justicier : L'Ultime Combat, 4e volet de la saga débutée avec Un justicier dans la ville. En 1996, il incarne pour la première fois le Texas Ranger Earl McGraw dans le film de Robert Rodriguez écrit par Quentin Tarantino, Une nuit en enfer. Il apparaît également dans Une nuit en enfer 3 : La Fille du bourreau, sorti directement en vidéo.
En 2003, il reprend son personnage d'Earl McGraw dans Kill Bill : Volume 1 de Tarantino, où il joue aux côtés de son fils James Parks. Il apparaît également dans Kill Bill : Volume 2, cette fois sous les traits d'Esteban Vihaio.
En 2007, il apparaît dans le diptyque Grindhouse, où il reprend son rôle « fétiche » d'Earl McGraw dans les deux films : Boulevard de la mort et Planète Terreur.
En juillet 2010, Kevin Smith déclare au Comic-Con que Michael Parks jouera le méchant dans son prochain film Red State. On le retrouvera quatre ans plus tard dans Tusk, du même réalisateur. Entre-temps, il apparaît dans des seconds rôles dans des films à succès comme Argo ou Django Unchained.

## Filmographie

### Acteur

#### Cinéma
- 1965 : Bus Riley's Back in Town : Bus Riley
- 1965 : Wild Seed : Fargo
- 1965 : Fièvre sur la ville
- 1966 : Jeunes gens en colère (The Idol) de Daniel Petrie : Marco
- 1966 : La Bible (The Bible: In the Beginning) de John Huston : Adam
- 1967 : Les Détraqués (The Happening) d'Elliot Silverstein
- 1967: L'Homme en fuite (Stranger on the Run) de Donald Siegel : Vincent McKay
- 1973 : Between Friends : Tony
- 1976 : La Loi de la haine (The Last Hard Men) d'Andrew V. McLaglen : sherif Noël Nye
- 1977 : Sidewinder 1 : J. W. Wyatt
- 1977 : Love and the Midnight Auto Supply : Duke
- 1977 : The Private Files of J. Edgar Hoover : Robert Francis Kennedy
- 1979 : La Percée d'Avranches (Steiner - Das eiserne Kreuz, 2. Teil) : sergent Anderson
- 1980 : Les Loups de haute mer (North Sea Hijack) d'Andrew McLaglen : Harold Shulman
- 1981 : Hard Country : Royce
- 1982 : Savannah Smiles : lieutenant Savage
- 1986 : The Return of Josey Wales : Josey Wales
- 1986 : French Quarter Undercover : détective Andre Des Moines
- 1986 : Spiker : entraîneur Doames
- 1988 : Arizona Heat : Larry Kapinski
- 1988 : Nightmare Beach d'Umberto Lenzi : Doc Willet
- 1989 : Caged Fury : M. Collins
- 1989 : Prime Suspect : Bill Nevins
- 1991 : L'Arme secrète (The Hitman) d'Aaron Norris : Ronald 'Del' Delany
- 1992 : Out of Control : Pearlmutter
- 1992 : Storyville de Mark Frost : Michael Trevallian
- 1994 : Le Justicier : L'Ultime Combat (Death Wish V: The Face of Death) d'Allan A. Goldstein : Tommy O'Shea
- 1994 : Stranger by Night (en) de Gregory Dark (en) : détective Larson
- 1995 : Sorceress : Stan Latarga
- 1996 : Une nuit en enfer (From Dusk Till Dawn Québec : La Nuit la plus longue) de Robert Rodriguez : le Texas Ranger Earl McGraw
- 1997 : Niagara, Niagara : Walter
- 1997 : Le Suspect idéal (Deceiver Québec : L'Imposteur) : Dr Banyard
- 1997 : Julian Po : Vern
- 1998 : Wicked : détective Boland
- 2000 : Une nuit en enfer 3 : La Fille du bourreau (From Dusk Till Dawn 3: The Hangman's Daughter) : Ambrose Bierce
- 2000 : Bullfighter : Cordobes
- 2001 : Big Bad Love : M. Aaron
- 2002 : 13 Moons : Bartender
- 2003 : Kill Bill : Volume 1 (Kill Bill: Vol. 1) de Quentin Tarantino : Earl McGraw
- 2003 : The Librarians de Mike Kirton : employé de Simon
- 2004 : Kill Bill : Volume 2 (Kill Bill: Vol. 2) de Quentin Tarantino : Esteban Vihaio
- 2005 : Miracle at Sage Creek : Justice Stanley
- 2006 : The Listening : James Wagley
- 2006 : One Night with You : Hunter Burnell
- 2007 : The Dead One : shérif Ezra Stone
- 2007 : Fighting Words : Benny the Heckler
- 2007 : Boulevard de la mort (Death Proof) de Quentin Tarantino : Earl McGraw
- 2007 : Planète Terreur (Planet Terror) de Robert Rodriguez : Earl McGraw
- 2007 : L'Assassinat de Jesse James par le lâche Robert Ford (The Assassination of Jesse James by the Coward Robert Ford) d'Andrew Dominik : Henry Craig
- 2007 : Three Priests : Jacob
- 2007 : Noble Things : Pete Collins
- 2010 : Mise à prix 2 (Smokin' Aces 2: Assassins' Bal) : Fritz Tremor
- 2011 : Red State de Kevin Smith : pasteur Abin Cooper
- 2012 : Argo de Ben Affleck : Jack Kirby
- 2012 : Django Unchained de Quentin Tarantino : un employé de The LeQuint Dickey Mining Co.
- 2013 : We Are What We Are de Jim Mickle : « Doc » Barrow
- 2014 : Tusk de Kevin Smith : Howe
- 2016 : Blood Father de Jean-François Richet : le Prêcheur

#### Télévision

##### Séries télévisées
- 1960 : Zane Grey Theater : Juanito (saison 5, épisode 6)
- 1961 : Les Incorruptibles (The Untouchables) : opérateur d'ascenseur
- 1961 : The Asphalt Jungle : Ty (saison 1, épisode 5)
- 1961 : The Law and Mr. Jones (saison 1, épisode 28)
- 1961 : The Detectives Starring Robert Taylor : Jimmy (saison 2, épisode 15)
- 1961 : The Detectives Starring Robert Taylor : Eddy Washburn (saison 2, épisode 20)
- 1961 : The Detectives Starring Robert Taylor : Johnny Blaine (saison 3, épisode 7)
- 1961 : Straightaway (en) (saison 1, épisode 9)
- 1961 - 1962 : The Dick Powell Show (en) : Newton (saison 1, épisodes 4 et 19)
- 1962 : The Real McCoys (sitcom)
- 1962 : C'est arrivé à Sunrise (Bus Stop) (saison 1, épisode 21)
- 1962 : Gunsmoke : Park Eliot (saison 7, épisode 34)
- 1962 : Target: The Corruptors : Rocky Kustak (saison 1, épisode 34)
- 1962 : Stoney Burke : Tack Reynolds (saison 1, épisode 5)
- 1962 : Sam Benedict : Larry Wilcox (saison 1, épisode 13)
- 1962 : The Gallant Men : Billy Ray Medford (saison 1, épisode 12)
- 1963 : Perry Mason : Cal Leonard (saison 6, épisode 16)
- 1963 : 77 Sunset Strip : Eddie Marco (saison 5, épisode 17)
- 1963 : Ben Casey : Bud Forrest (saison 2, épisode 26)
- 1963 : The Eleventh Hour (en) : Mark Reynolds (saison 1, épisode 31)
- 1963 : Le Plus Grand Chapiteau du monde (The Greatest Show on Earth) : Cristos (saison 1, épisode 10)
- 1963 : Suspicion (The Alfred Hitchcock Hour) : Dr Dan Dana (Saison 1, épisode 22)
- 1963 : Suspicion (The Alfred Hitchcock Hour) : Skip Baxter (saison 2, épisode 8)
- 1963 : Arrest and Trial (en) : Gregory Wade (saison 1, épisode 11)
- 1963 : La Grande Caravane (Wagon Train) : Hamish Brown (saison 6, épisode 29)
- 1963 : La Grande Caravane (Wagon Train) : Michael Malone (saison 7, épisode 16)
- 1963 : Channing : Dante Donati (saison 1, épisode 3 et épisode 17)
- 1964 : Route 66 : Tank (saison 4, épisode 17)
- 1965 : Bob Hope Presents the Chrysler Theatre : Lieutenant Commander Burt Engle (saison 2, épisode 22)
- 1969 - 1970 : Then Came Bronson : Jim Bronson
- 1973 : Owen Marshall: Counselor at Law : Ollie Gregson (saison 2, épisode 16)
- 1973 : Médecins d'aujourd'hui (Medical Center) : Dr Chris Wells (saison 4, épisode 23)
- 1974 : L'Homme de fer (Ironside) (saison 7, épisode 20)
- 1974 : Un shérif à New York (McCloud) : Frank (saison 5, épisode 4)
- 1975 : Get Christie Love! : Barney Oblonski (saison 1, épisode 17)
- 1975 : Police Story : Jack Ballard (saison 2, épisode 20)
- 1975 : Baretta : Scotty (saison 1, épisode 8)
- 1975 : Bronk : Coleman (saison 1, épisode 1)
- 1975 : The Rookies : Crilen (saison 4, épisode 3)
- 1975 : Les Rues de San Francisco (The Streets of San Francisco) : Jack Marlin (saison 4, épisode 4)
- 1975 : Wide World Mystery (1 épisode)
- 1975 : Sergent Anderson (Police Woman) : Jack McVey (saison 1, épisode 20)
- 1976 : Ellery Queen, à plume et à sang (Ellery Queen) : Terry Purvis (saison 1, épisode 15)
- 1978 : Sergent Anderson (Police Woman) : Chuck Whitfield (saison 4, épisode 19)
- 1978 : Embarquement immédiat (Flying High) : Travis (saison 1, épisode 4)
- 1979 : L'Île fantastique (Fantasy Island) : Mike Banning (saison 2, épisode 22)
- 1987 : Dynastie 2 : Les Colby (The Colbys) : Phillip Colby (saison 2, épisodes 24 et 25)
- 1986 : Equalizer (The Equalizer) : Logan (saison 2, épisode 2)
- 1988 : Equalizer (The Equalizer) : Jonathan Grey (saison 3, épisode 21)
- 1989 : Arabesque (Murder, She Wrote) : Ben Aaron (saison 5, épisode 8)
- 1989 : The Riverman
- 1989 : War of the Worlds : Cash McCullough (saison 1, épisode 20)
- 1990 - 1991 : Mystères à Twin Peaks (Twin Peaks) : Jean Renault
- 1991 : Shades of LA : Révérend James Scarborough (saison 1, épisodes 19 et 20)
- 1993 : SeaQuest, police des mers (SeaQuest DSV) : George Le Chein (saison 1, épisode pilote)
- 1996 : Walker, Texas Ranger : Caleb Hooks (saison 4, épisode 19)
- 1999 : Walker, Texas Ranger : Caleb Hooks (saison 7, épisode 18)

##### Téléfilms
- 1967 : Stranger on the Run : Vince McKay
- 1968 : A Hatful of Rain : Johnny Pope
- 1969 : The Young Lawyers : Ron Baron
- 1974 : Can Ellen Be Saved? : Joseph
- 1974 : The Story of Pretty Boy Floyd : Bradley Floyd
- 1975 : Distant Early Warning
- 1975 : The Werewolf of Woodstock : Moody
- 1976 : Perilous Voyage : Antonio DeLeon
- 1976 : The Savage Bees : Dr Jeff DuRand
- 1977 : Murder at the World Series : Larry Marshall
- 1977 : Escape from Bogen County : Jack Kern
- 1978 : Night Cries : Mitch Haskins
- 1978 : Hunters of the Reef : Jim Spanner
- 1978 : Rainbow : Roger Edens
- 1979 : Fast Friends : David York
- 1979 : The Evictors : Ben Watkins
- 1980 : Reward : Michael Dolan
- 1980 : Turnover Smith : lieutenant Brophy
- 1981 : Dial M for Murder : Max Halliday
- 1985 : Chase : Larry Butler
- 1986 : Club Life : Tank
- 1987 : Stamp of a Killer
- 1989 : Billy the Kid
- 1990 : The China Lake Murders : officier Donnelly
- 1995 : Hart to Hart: Secrets of the Hart : Evan Powell
- 1997 : The Player

### Réalisateur
- 1986 : The Return of Josey Wales

## Discographie
- 1969 : Closing The Gap[6]
- 1970 : Lost And Found[7]
- 1970 : Blue[8]
- 1970 : Long Lonesome Highway[9]

## Distinctions

### Récompenses
- 2011 : Meilleur acteur au festival international du film de Catalogne pour Red State

### Nominations
- 1966 : nommé aux Laurel Awards, catégorie meilleure révélation masculine[10].

## Voix françaises

### En France
- Hubert Noël dans : La Bible

- Daniel Gall dans : L'Homme en fuite (Téléfilm)

- Philippe Ogoutz dans :
  - La Loi de la haine
  - La Percée d'Avranche

- Pierre Trabaud dans : Les Loups de haute mer

- Michel Barbey puis Claude Giraud dans : Twin Peaks (Série)

- Vania Vilers dans : Storyville

- Patrick Floresheim dans : Le Justicier : L'Ultime Combat

- Jacques Richard dans : Une nuit en enfer

- Guy Pion dans : Une nuit en enfer 3

- Claude Brosset : Kill Bill : Volume 1

- Raoul Indart-Rougier dans : Kill Bill : Volume 2

- Luis De Cepedes dans : Boulevard de la mort

- Antoine Tomé dans : Mise à prix 2

- Jean-Bernard Guillard dans : Django unchained

- Jean-Michel Vovk dans : Tusk

- François Siener dans : Blood Father